# Jutta Behrendt
Jutta Behrendt, nata Jutta Hampe (Berlino Est, 15 novembre 1960), è un'ex canottiera tedesca.

## Palmarès

### Olimpiadi
- 1 medaglia:
  - 1 oro (Seul 1988 nel singolo)

### Mondiali
- 6 medaglie:
  - 4 ori (Duisburg 1983 nel singolo; Hazewinkel 1985 nel quattro di coppia; Nottingham 1986 nel singolo; Bled 1989 nel quattro di coppia)
  - 2 argenti (Monaco di Baviera 1981 nel due di coppia; Lucerna 1982 nel quattro con)